# Мугаби, Бевис
Бевис Кристофер Кизито Мугаби (фр. Bevis Kristofer Kizito Mugabi; родился 1 мая 1995, Лондон, Англия) — угандский футболист, защитник клуба «Мотеруэлл» и сборной Уганды.
Бевис родился в Лондоне в семье выходцев из Уганды.

## Клубная карьера
Мугаби — воспитанник клубов «Фулхэм» и «Саутгемптон». Летом 2016 года Бевис подписал контракт с командой «Йовил Таун». 13 августа в матче против «Лутон Таун» он дебютировал в английской Второй лиге. 11 марта 2017 года в поединке против «Моркама» Бевис забил свой первый гол за «Йовил Таун». Летом 2019 года Магби перешёл в шотландский «Мотеруэлл». 27 октября в матче против «Рейнджерс» он дебютировал в шотландской Премьер-лиге.

## Международная карьера
24 марта 2018 года в товарищеском матче против сборной Сан-Томе и Принсипи Мугаби дебютировал за сборную Уганды.
В 2019 году Бевис принял участие в Кубке Африки в Египта. На турнире он сыграл в матчах против команд ДР Конго, Сенегала и Зимбабве.